# Айнулиндале
Айнулиндале (Песен на Айнурите) това е мелодията, от която е сътворен света – Арда. Айнулиндале е името на първата глава на произведението на Дж. Р. Р. Толкин Силмарилион, в която са описани тези събития.
Цитат: „Рекъл тогаз Илуватар:
— От тази мелодия, що ви разкрих, искам сега задружно да сътворите Великата
музика. И тъй като всеки от вас съм надарил с Нетленния пламък, покажете своята мощ,
украсете мелодията със сила и мисъл, както сметнете за добре. А аз ще ви слушам и ще
се радвам, че красота велика е претворена във вашата песен.“
Дж. Р. Р. Толкин „Силмарилион“
Така започва създаването на Арда – приказният свят на Толкин, населяван от Елдари (елфи), Едаини (хора), джуджета, Ирч (орки), хобити, дракони и т.н. Произведенията на Джон Толкин „Силмарилион“, „Недовършени предания“, „Децата на Хурин“, „До там и обратно – приключенията на един хобит“ и „Властелинът на пръстените“ описват герои, места, и събития от Арда – светът създаден от песента на Айнурите, според замислите на Еру Илуватар.